# Иоанн Палеолог (деспот)
Иоанн Палеолог Комнин Дука Ангел (ср.-греч. Ἱωάννης Δούκας Παλαιολόγος; 1225/1230 — 1273/1274) — крупный византийский государственный и военный деятель, великий доместик, севастократор и деспот Византийской империи.

## Биография
Представитель византийского аристократического рода Палеологов. Младший сын великого доместика Никейской империи Андроника Комнина Палеолога от первого брака с Феодорой Комниной Палеологиней. Брат и сподвижник византийского императора Михаила VIII Палеолога (1259—1282).
В 1256 году по неизвестной причине Иоанн Палеолог был отправлен на остров Родос.
В 1258 году Иоанн участвовал в перевороте, организованном его старшим братом Михаилом Палеологом, против Георгия Музалона, который носил титулы протовестиария, великого доместика, великого стратопедарха и протосеваста. Георгий Музалон был назначен регентом при малолетнем никейском императоре Иоанне IV Ласкарисе (1258—1261). В 1258 году Георгий Музалон был убит заговорщиками в Сасандрском монастыре. После убийства регента Михаил Палеолог поместил юного императора под охрану своих младших братьев Иоанна и Константина Палеологов. Михаил Палеолог быстро добился должности регента империи, а его младший брат Иоанн стал великим доместиком и командующим никейской армии. Иоанн Палеолог возглавил никейскую армию в Македонии, его помощниками были военачальники Алексей Стратигопул и Иоанн Комнин Рауль Петралифас.
В начале 1259 года регент Михаил Палеолог стал соправителем никейского императора Иоанна Ласкариса, а его брат Иоанн Палеолог получил титул севастократора и женился на дочери военачальника Константина Торника. По приказу своего старшего брата Иоанн Палеолог выступил против царя Эпира Михаила Комнина Дуки. Никейская армия быстро продвигалась вперед и смогла застигнуть врасплох в лагере под Касторией эпирское войско, которое в беспорядке бежало. Никейцы отбили крепости Девол и Охрид, недавно захваченные эпирцами. Равнина Пелагония от города Битола до озера Преспа была освобождена.
Эпирский царь Михаил II Комнин Дука смог собрать свои силы и получил подкрепление из Ахейского княжества и латинских сеньорий Южной Греции под командованием Гильома II де Виллардуэна, а также сицилийский вспомогательный контингент. Правитель Фессалии Иоанн I Дука, внебрачный сын Михаила Комнина Дуки, со своим войском присоединился к отцу. Осенью 1259 года в битве при Пелагонии севастократор Иоанн Палеолог, несмотря на превосходство своего противника, одержал победу. Вначале Иоанн Палеолог избегал прямого столкновения с превосходящими силами противника. Только его конные отряды турецких и половецких лучников наносили удары по врагу. Союзники преследовали разные цели, эпирские греки ненавидели латинян. Эпирский царь Михаил Комнин Дука поссорился с правителем Ахейского княжества Гильомом де Виллардуэном, которые со своим войском отделился от эпирцев. Фессалийский правитель Иоанн Дука дезертировал в никейский лагерь. На следующий день никейские войска напали на латинян и одержали над ними победу. Ахейский князь Гильом де Виллардуэн и многие латинские бароны были взяты в плен.
После победы севастократор Иоанн Палеолог, к которому присоединился с войском Иоанн Дука, двинулся на юг, в Фессалию. Никейские войска заняли фессалийские крепости и дошли до Неопатраса, где расположились лагерем. Затем Иоанн Палеолог вступил в Беотию, где взял и разорил города Левадия и Фивы, входившие в состав Афинского герцогства. В это время Иоанн Дука изменил и переметнулся на сторону своего отца, эпирского царя Михаила Комнина Дуки, а Иоанн Палеолог был вызван в Лампсак. Таким образом, завоевание Южной Греции было не завершено, а эпирский царь смог восстановить утраченные позиции и вернуть свои владения.
В Лампсаке никейский севастократор Иоанн Палеолог встретился со своим старшим братом Михаилом Палеологом, который наградил его титулом деспота. Константин Торник и Константин Палеолог, тесть и младший брат Иоанна, получили титулы севастократоров. Позднее Иоанн Палеолог получил во владение от старшего брата острова Родос и Лесбос.
В июле 1261 году никейские войска взяли Константинополь и уничтожили Латинскую империю. Была восстановлена Византийская империя во главе с единственным императором Михаилом VIII Палеологом. В это время эпирский царь Михаил Комнин Дука восстановил свои владения и вновь стал угрожать имперским владениям в Македонии. В 1261 году деспот Иоанн Палеолог был отправлен в Эпир, чтобы возглавить византийскую армию в войне против царя Михаила Комнина Дуки. После долгой и упорной борьбы Иоанн Палеолог летом 1263/1264 года одержал крупную победу над эпиротами. Царь Эпира Михаил Комнин Дука вынужден был признать вассальную зависимость от византийского императора, а его сын и наследник Никифор Дука женился на Анне Палеолог Кантакузине, племяннице Михаила VIII.
После этой победы Иоанн Палеолог был отправлен в Малую Азию, где турки-сельджуки угрожали византийским приграничным владениям. Он оставался там до 1267 года и достиг определённых успехов, защитил имперские владения в районе долины реки Мендерес и остановил продвижение турок-сельджуков.
В конце 1260-х годов Иоанн Палеолог вернулся на Балканы. Он владел поместьями в долине реки Стримон в Македонии. После смерти эпирского царя Михаила Комнина Дуки (1266/1268) его сыновья Никифор и Иоанн разделил между собой отцовские владения. Законный сын Никифор Дука получил Эпир, а внебрачный, Иоанн Дука, унаследовал Фессалию, которой он управлял еще при жизни отца. Византийский император Михаил VIII Палеолог организовал большой карательный поход на непокорного правителя Фессалии. В 1272/1273 или 1274/1275 году 30-тысячная сухопутная византийская армия, состоящая из наёмников, под командованием Иоанна Палеолога и Алексея Кабаллариоса выступила в поход на Фессалию. С моря наступал флот (70 кораблей) под начальством великого дуки и адмирала Алексея Дуки Филантропена. Первоначально кампания развивалась успешно. Византийские войско быстро продвинулись через Фессалию и осадили Иоанна Дуку в его столице Неопатрас (Новых Патрах). Иоанн Дука смог вырваться из осады и, получив военное подкрепление от Афинского герцогства, разбил византийское войско в битве под Неопатрасом. Иоанн Палеолог с разбитыми силами двинулся на север. По пути он узнал о нападении латинского флота на византийские корабли в Деметриасе. Иоанн Палеолог, собирая по пути уцелевших воинов, прибыл в Деметриаду и, соединившись с Алексеем Филантропеном, разгромил противника.
Несмотря на свой вклад в победу византийцев в битве при Деметриасе, Иоанн Палеолог потерпел полное поражение в сражении при Неопатрасе. Он лишился титула деспота и отошел от военно-политической деятельности.
Иоанн Палеолог скончался в 1273/1274 году.